# Olga Yevkova
Olga Vladimirovna Yevkova  (nacida el 15 de julio de 1965 en Moscú, Unión Soviética) es una exjugadora de baloncesto rusa. Consiguió 1 medalla en competiciones oficiales con la URSS.